# Никифор Бегичев
Никифор Алексеевич Бегичев е руски моряк, изследовател на Арктика, удостоен с два златни медала от Руската академия на науките.

## Произход и младежки години (1874 – 1900)
Роден е на 7 февруари 1874 година в село Царьов, Астраханска губерния (сега във Волгоградска област) в рибарско семейство.
През 1895 година е призован на флотска служба. През 1897 – 1899 година на фрегатата „Херцог Единбургски“ три пъти плава като моряк до Антилските о-ви и остров Крит.

## Експедиционна дейност (1900 – 1903)
През 1900 – 1902 година, вече като боцман, участва в експедицията на Едуард Тол на кораба „Заря“ по изследването на Новосибирските о-ви. Експедицията завършва трагично за Тол и част от екипажа, но Бегичев и част от моряците се спасяват.
През следващата 1903 участва в спасителна експедиция за търсенето на Тол под ръководството на лейтенант Александър Колчак, като при един инцидент спасява бъдещия адмирал от сигурна смърт. През пролетта на 1903 година с кучешки впрягове, където може, а където не може с лодки, спасителната експедиция преминава от устието на река Яна до остров Котелни, а от там през лятото с лодки плава до остров Бенет, където спасителите намират изоставеното от Едуард Тол зимовище и писмо, свидетелстващо за гибелта на целия му отряд.

## Следващи години (1903 – 1927)
През 1904 година, по време на Руско-японската война, участва в отбраната на Порт Артур на миноносеца „Бесшумный“ и е награден с Георгиевски кръст.
След войната се връща в родното си село, жени се и през лятото на 1906 отново заминава на север, в района на долното течение на Енисей. Занимава се с лов на животни, с търговия на ценни кожи и изследва релефа и природата на п-ов Таймир. През 1908 в общото устие на реките Хатанга и Анабар открива островите Голям Бегичев (74°20′ с. ш. 112°30′ и. д. / 74.333333° с. ш. 112.5° и. д., 1800 км2) и Малък Бегичев (вторично, 74°20′ с. ш. 111°10′ и. д. / 74.333333° с. ш. 111.166667° и. д.), които дотогава се смятат за полуостров.
През 1915 година до поръчка на хидрографското управление организира експедиция с шейни теглени от северни елени за спасяване на моряците от ледоразбивачите „Таймир“ и „Вайгач“ смазани от ледовете покрай западния бряг на Таймир. През 1916 окончателно се установява в град Дудинка.
През 1921 г. участва в съвместна съветско-норвежка спасителна експедиция за търсене на двама члена от експедицията на Руал Амундсен на кораба „Мод“ изпратени да отнесат пощата до най-близкия населен пункт Диксон.
Умира на 18 май 1927 година от скорбут на брега на река Пясина на 53-годишна възраст. Според непотвърдени сведения има вероятност да е убит, а като се знае, че дълги години пребивава в полярните райони и знае как се живее там е малко вероятно да е умрял от скорбут.

## Памет
Неговото име носят:
- възвишение Бегичев (555 m) – на п-ов Таймир, източно от устието на река Пясина;
- езеро Бегичев (75°46′ с. ш. 113°34′ и. д. / 75.766667° с. ш. 113.566667° и. д.) – в североизточната част на п-ов Таймир, северно от залива Мария Прончищева;
- нос Бегичев – в Антарктида;
- остров Голям Бегичев (74°20′ с. ш. 112°30′ и. д. / 74.333333° с. ш. 112.5° и. д.) – в море Лаптеви;
- остров Малък Бегичев (74°20′ с. ш. 111°10′ и. д. / 74.333333° с. ш. 111.166667° и. д.) – в море Лаптеви;
- острови Бегичев (Бегичевска коса) (73°56′ с. ш. 86°23′ и. д. / 73.933333° с. ш. 86.383333° и. д.) – в делтата на река Пясина.